# Bouville (Senna Marittima)
Bouville è un comune francese di 932 abitanti situato nel dipartimento della Senna Marittima nella regione della Normandia.

## Società

### Evoluzione demografica
Abitanti censiti